# Burg Rothenburg ob der Tauber
Die Burg Rothenburg ob der Tauber, auch Alte Burg genannt, sind die Reste einer mittelalterlichen Reichsburg auf einem vorgelagerten Bergsporn oberhalb des Taubertals westlich von Rothenburg ob der Tauber im Landkreis Ansbach in Bayern.

## Geschichte
In der 2. Hälfte des 11. Jahrhunderts gründeten die Grafen von Comburg-Rothenburg im Gebiet des späteren Rothenburg eine Burg. Dieses Geschlecht starb  1116 in männlicher Linie mit Graf Heinrich von Rothenburg aus. In der Forschung ist umstritten, ob die Burg dem Realbesitz des Benediktiner-Klosters Comburg zufiel oder (wahrscheinlicher) bereits zu diesem Zeitpunkt in die Hände der Staufer gelangte. Die vollständig abgegangene Burganlage wird von der neueren Forschung in der Flur des Essigkrugs, eines Bergsporns unweit des heutigen Spitalhofes, lokalisiert.
Der Stauferkönig Konrad III. errichtete um 1142 eine neue pfalzartige Reichsburg auf dem nördlich benachbarten Bergsporn (heutiger Burggarten). Den nach Westen exponierten, an drei Seiten steil zur Tauber abfallenden Burgberg nahe Detwang tauschte er hierfür vom Stift Neumünster; die Urkunde Bischof Embrichos von Würzburg ist im Original erhalten. Nach dem Tod Konrads III. residierte dessen Sohn, Herzog Friedrich († 1167), auf der Rothenburg.
1188 wird das „castrum Rotenburch“ in einem Vertrag zwischen Kaiser Friedrich I. Barbarossa und König Alfons VIII. von Kastilien, in dem die Ehe zwischen Friedrichs Sohn Herzog Konrad II. von Schwaben und Alfons’ Tochter Berengaria vereinbart wurde, erwähnt. Die Burg gehörte mit weiteren 29 staufischen Gütern zur Morgengabe der Braut. Allerdings wurde diese Ehe nie vollzogen.
Im frühen 13. Jahrhundert spielte die Reichsburg als königlicher Aufenthaltsort kaum eine Rolle; erst der letzte Stauferkönig Konrad IV. hielt sich zwischen 1238 und 1251 insgesamt siebenmal in Rothenburg auf.
In nachstaufischer Zeit wurde die Rothenburg vom Königtum kaum noch genutzt, während die östlich sich anschließende Bürgersiedlung 1274 zur Freien Reichsstadt erhoben wurde. Beim Rintfleisch-Pogrom suchten im Juli 1298 etwa 400 Juden Schutz in der alten Reichsburg, mussten sich aber nach dreitägiger Belagerung ergeben; alle wurden umgebracht. Friedrich der Schöne verpfändete die Burg 1314 an Kraft II. von Hohenlohe.
1356 wurde die Rothenburg durch das Basler Erdbeben beschädigt; welches Ausmaß diese Zerstörungen hatten bzw. in welchem Umfang die Burg schon zuvor in Verfall geraten war, ist in der Forschung umstritten. Kaiser Karl IV. erlaubte den Rothenburger Bürgern zwar, die Steine zum Bau städtischer Gebäude zu verwenden, doch blieben die Burgmannensitze bis zu deren sukzessiver Veräußerung an die Reichsstadt in den 1380er-Jahren teilweise noch bewohnt. 1407 ließen die Stadtoberen in der Fehde mit der Burggrafschaft Nürnberg die ehemalige Reichsburg vollständig entfestigen, um deren Einsatz als Belagerungsburg gegen die Stadt durch Friedrich VI. zu verhindern. Hierzu überließ der abgesetzte König Wenzel der unter Reichsacht gestellten Stadt „den wusten Turm in der vesten (…) mit seinen umfengen“, d. h. den östlichen Bergfried und die anstoßenden Mauern, die daraufhin niedergelegt wurden; die Schenkung wurde 1425 durch König Sigismund bestätigt. Der quadratische Bergfried an der Westspitze („Pharamundsturm“) blieb Teil der Stadtbefestigung und wurde erst 1803 abgerissen.
Seit 2010 erinnert eine Stauferstele im Burggarten an die Reichsburg.

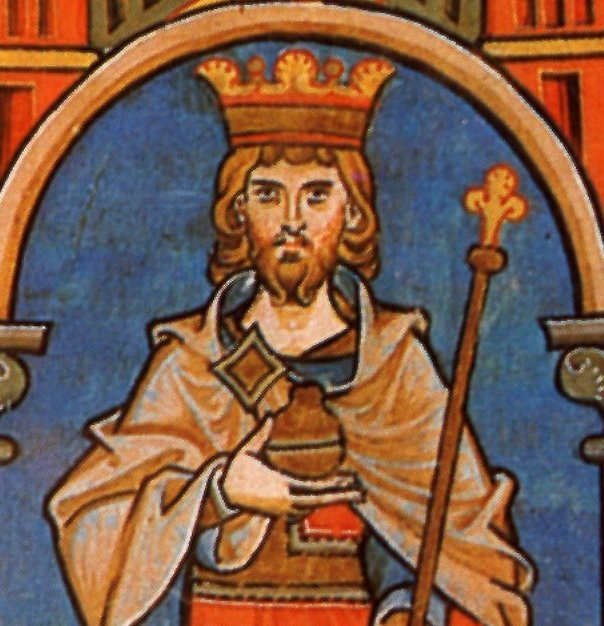
König Konrad III. (1138–1152), Erbauer der Reichsburg Rothenburg
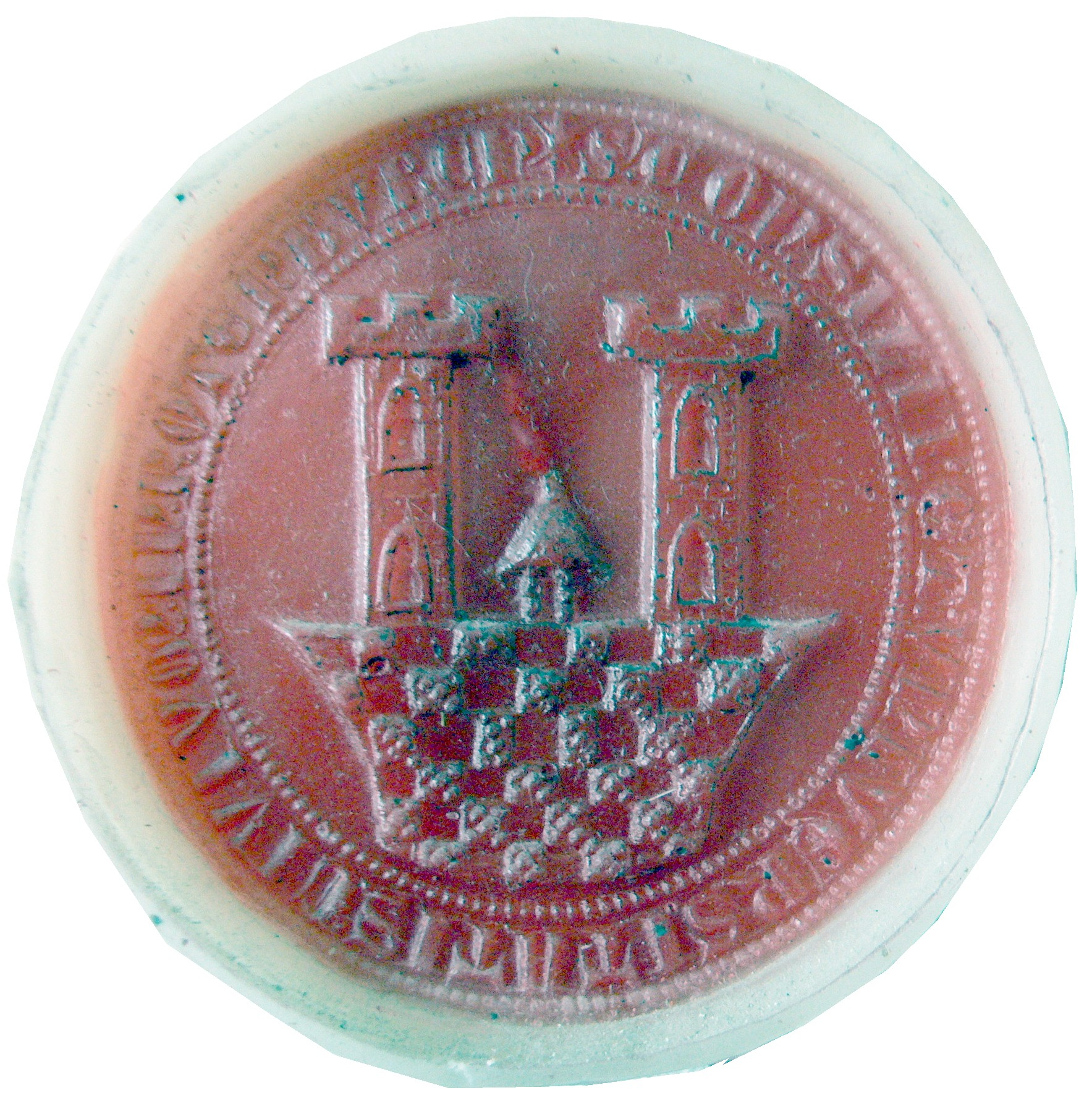
Die doppeltürmige Rothenburg auf dem Stadtsiegel von 1320
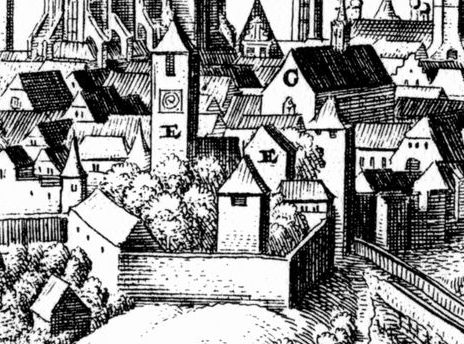
Die Alte Burg auf der Stadtansicht von Matthäus Merian, 1648
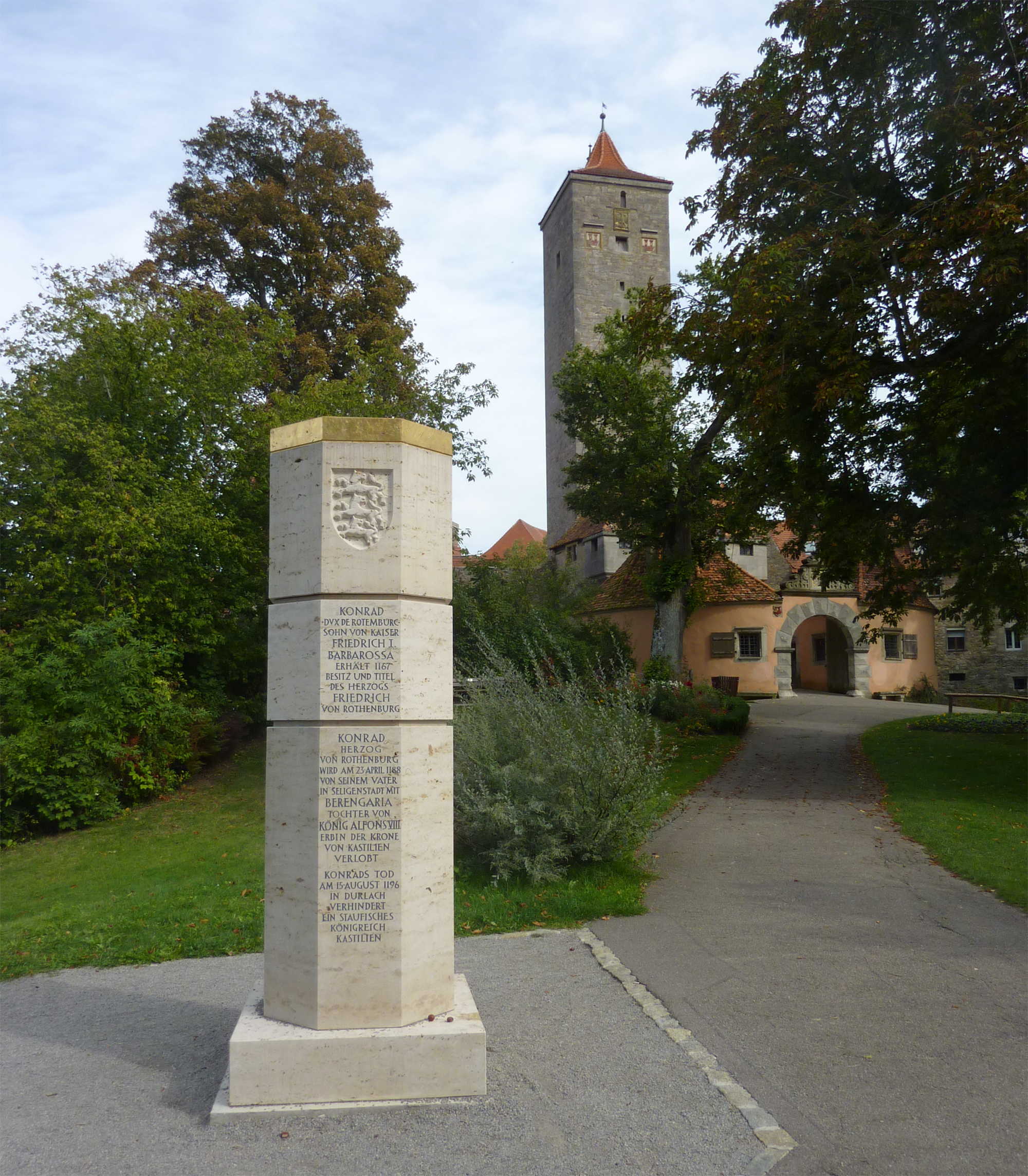
Stauferstele im Burggarten; hinten rechts das städtische Burgtor

## Anlage
Die etwa 250 Meter lange und zwischen 30 und 40 Meter breite Spornburganlage mit zwei heute verschwundenen Bergfrieden war in Vorderburg, Mittelburg  und Hinterburg gegliedert. In der Vorderburg an der Westspitze des Bergsporns konzentrierten sich die Gebäude der königlichen Hofhaltung, voran der nach einer Landgebietskarte von 1537 mindestens dreigeschossige Saalbau. Die Ansitze der königlichen Ministerialen verteilten sich auf die Mittel- und Hinterburg, wo sich  auch die Landgerichtslaube befand. Von der östlich anschließenden Siedlung und späteren Stadt war die Burg durch eine Schildmauer und einen Halsgraben getrennt, der spätestens im 15. Jahrhundert verfüllt wurde.

### Blasiuskapelle

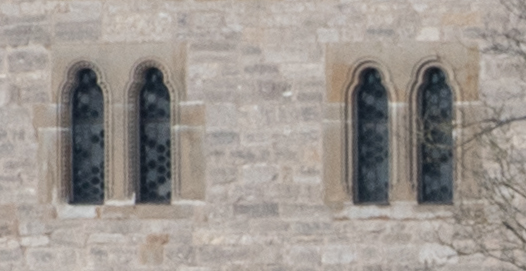
Spätromanische Biforien in der Südwand der Blasiuskapelle

Auf der frei zugänglichen Burgstelle sind in der heutigen Blasiuskapelle noch bedeutende Teile des romanischen Palas der Hinterburg erhalten. Das repräsentative Wohngebäude mit Hauskapelle war mit großer Wahrscheinlichkeit der Amtssitz des Reichsvogts, seit dem 13. Jahrhundert des Reichsküchenmeisters. Es stand ursprünglich in der Südostecke des Berings und band in die Ring- und Schildmauer ein, die mit Buckelquadern verkleidet waren – eine Bauweise, die Konrad III. in Rothenburg wohl erstmals prägend in den deutschen Burgenbau eingeführt hat. In spätromanisch-frühgotischer Zeit, wahrscheinlich auf Veranlassung Konrads IV., wurde das Steinhaus um ein drittes Geschoss erhöht; aus dieser Bauphase stammen vier Biforien, von denen das Fenster über der Kapellennische in der Ostwand mit Mittelsäule und Knospenkapitell am aufwendigsten gestaltet ist. Von 1397 bis 1400 ließ Bürgermeister Heinrich Toppler das Gebäude zum Sakralraum umbauen und mit Wandmalereien ausschmücken. Im 17. und frühen 20. Jahrhundert wurden Holzemporen eingebaut. Heute dient die Blasiuskapelle als Gedächtnisstätte für die Gefallenen der beiden Weltkriege.

### Ringmauer und Burgtor

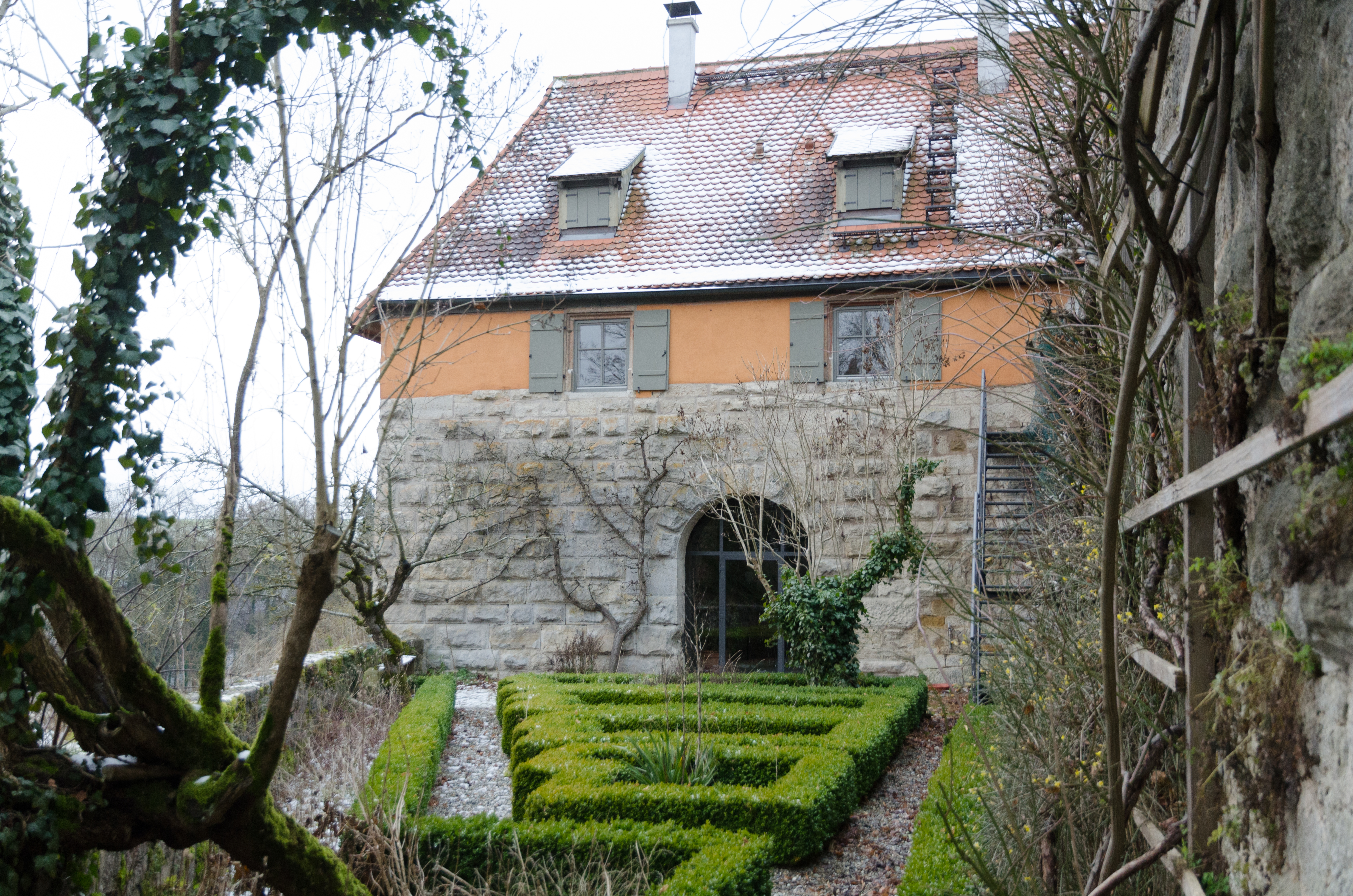
Das ehemalige stauferzeitliche Burgtor (heutiges „Gärtnerhaus“), Ostseite

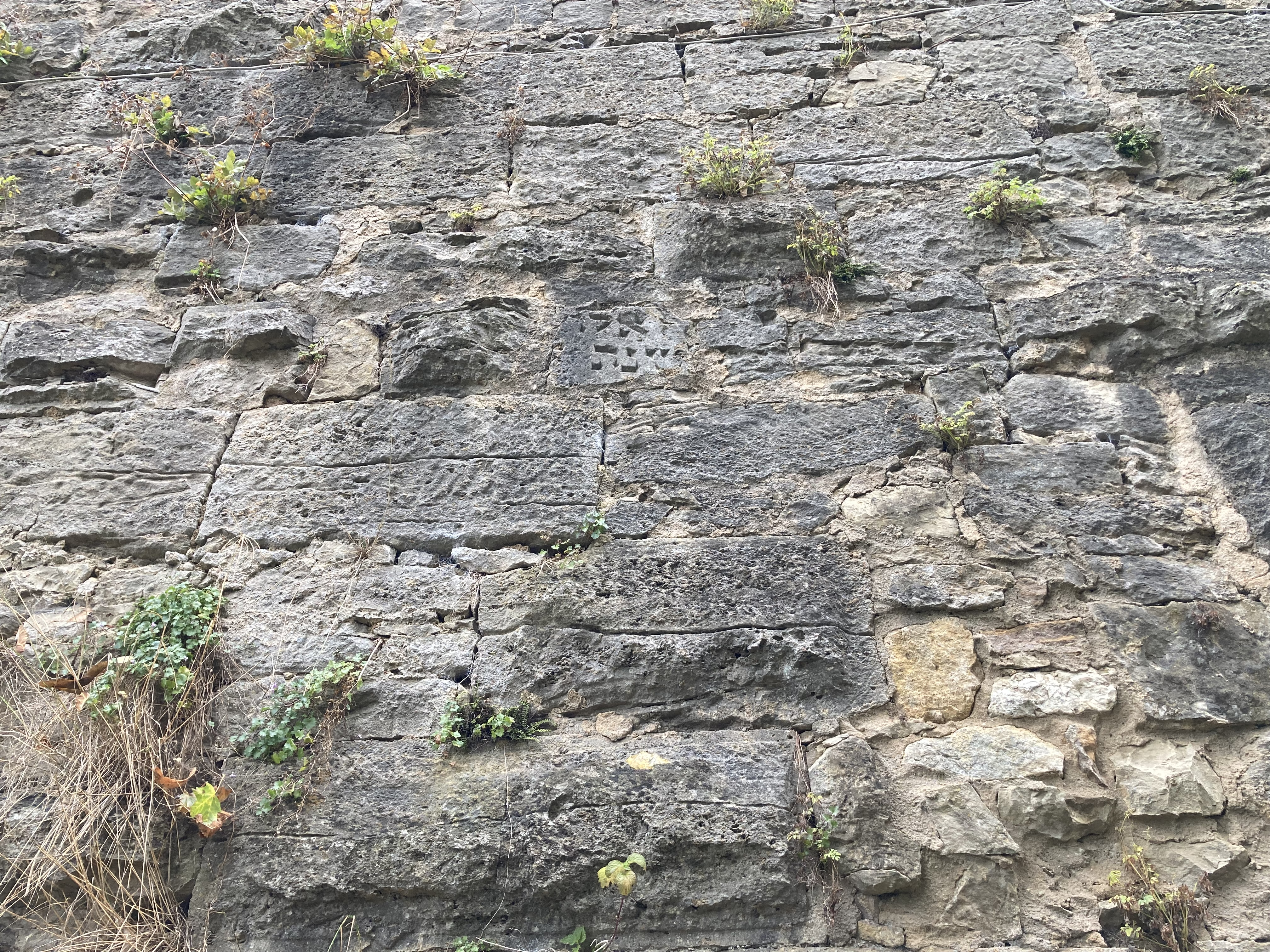
Detail der südlichen Umfassungsmauer unterhalb der Blasiuskapelle mit Bruchstück eines jüdischen Grabsteins

Auf drei Seiten des Berings ist die weitläufige Umfassungsmauer erhalten, davon noch große Teile im originalen Buckelquaderverband. Am nördlichen Mauerzug sind noch Reste des zerstörten Saalbaus erkennbar. In einem Rücksprung des südlichen Mauerzuges befindet sich die romanische Toranlage, die seit dem 17. Jahrhundert als Unterbau des „Gärtnerhauses“ (auch „Bürgerschießhaus“; Privatbesitz) dient; sie wurde 2007 erstmals archäologisch erforscht.